# 中国水产科学研究院
中国水产科学研究院，简称水科院，是中华人民共和国农业农村部直属综合性渔业与水产科研机构。其下属研究所黄海水产研究所正式成立于1947年，该院则于1978年经中华人民共和国国务院批准组建。

## 组织机构
“北斗号”和“南锋号”这两艘海洋科学调查船属于该研究院。其下屬機構包括：
- 一個国家实验室

- 一個国家地方联合工程实验室

- 国际参考实验室（2）

- 国际联合实验室（7）

- 农业部重点实验室（11）

- 部级科学观测实验站（9）

- 省级重点实验室（6）

- 省级工程技术研究中心（工程实验室）（7）

- 院重点实验室（14）

- 院工程技术研究中心（14）

- 国家级质量检测中心（2）

- 部级质量检测中心（8）

- 部级水产品质量安全风险评估实验室（7）

- 国家水产品加工技术研发（分）中心（6）

- 国际水产培训中心（2）

- 科研实验及中试基地（37）

### 直属研究所
它直属的研究所包括：
- 黄海水产研究所

- 东海水产研究所

- 南海水产研究所

- 黑龙江水产研究所

- 长江水产研究所

- 珠江水产研究所

- 淡水渔业研究中心

- 渔业机械仪器研究所

- 渔业工程研究所

- 北戴河中心实验站

- 营口增殖实验站

- 长岛增殖实验站

- 下营增殖实验站

### 共建研究所
它和中国12个省、市建立共建了5个研究机构，即：
- 黄河水产研究所（陕西省水产研究所）

- 浙江省淡水水产研究所鱼病研究室

- 水生动物育种与健康管理研究所

- 海洋贝类研究室

- 天津渤海水产研究所